# 龍散寺
龍散寺（りゅうさんじ）は、神奈川県伊勢原市東富岡に所在する曹洞宗の寺院。
東国花の寺百ヶ寺神奈川8番札所。

## 歴史
- 1557年（弘治3年） - 北条氏綱の舎弟神保宮内卿輝廣を開基として創建される。
- 1591年（天正19年） -  徳川家康から寺領及び社領の寄進ならびに諸役免除の朱印状を賜る[1]。

## ギャラリー
- 山門
- 観音堂

## 周辺
- 市民の森ふじやま公園
- 大山

## 交通アクセス
- 小田急線伊勢原駅北口から車で7分
- 東名高速道路厚木インターチェンジから車で10分